# 6Y2
6Y2 (6-осный, с игнитронами (Yǐn rán guǎn), 2-й тип) — шестиосный электровоз переменного тока, выпущенный французским заводом Alstom и эксплуатирующийся на китайских железных дорогах.

## История
Хотя в 1958 году в Китае был выпущен первый электровоз серии 6Y1, отсутствие необходимого опыта не позволяло в короткий срок наладить их серийный выпуск. К тому же этот электровоз имел отдельные конструкционные недостатки. Тогда Министерство железных дорог КНР обратилось к французским заводам с целью закупки партии электровозов.

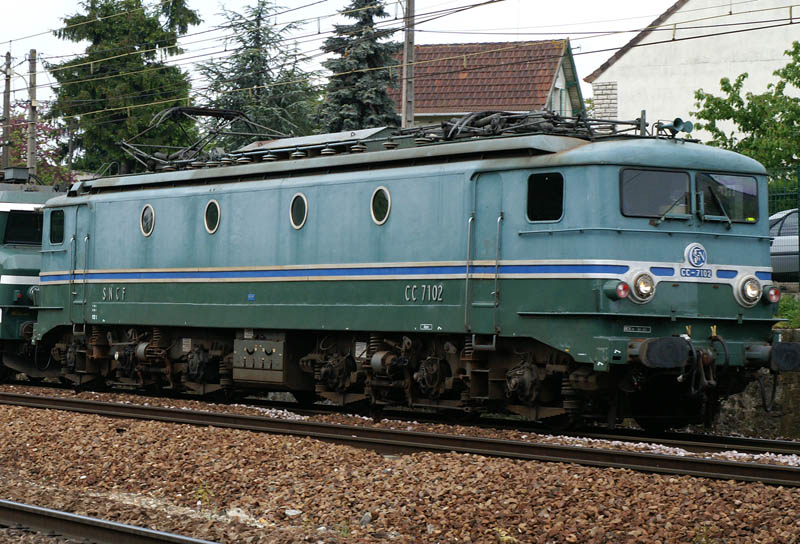
Электровоз CC 7100, послуживший прототипом электровозов 6Y2

В 1960 году в страну прибыли 25 электровозов производства французского завода Alstom. По конструкции механической части они копировали электровозы постоянного тока серии CC 7100, один из представителей которых в 1955 году установил рекорд скорости среди электровозов — 331 км/ч. Прибывшим электровозам была присвоена серия 6Y2 (на самих локомотивах обозначение ставилось как 6Y2). Это были электровозы с регулированием напряжения по стороне высокого напряжения, с выпрямительной установкой выполненной на игнитронах и имеющие рекуперативное торможение. Партия (50 машин, из них 10 с рекуперативным торможением) аналогичных электровозов поступила и в Советский Союз, где им присвоили серию Ф.
Все 6Y2 поступили для работы на Баочэнскую железную дорогу. В ходе эксплуатации выяснилось, что эффективная мощность рекуперативного торможения составляла 3000 кВт. Также, по мнению китайских специалистов, применение рекуперативного торможения на электровозах с игнитронами себя мало оправдывало, так как на 20 % снижался ресурс преобразовательной установки, на 2 миллиона километров пробега снижался ресурс службы тяговых электродвигателей, снижался коэффициент мощности тяговых подстанций и возрастали токовые гармоники. На основании этих исследований конструкторы переработали конструкцию строившегося в стране электровоза 6Y1 и применили на нём реостатный тормоз.
В сентябре 1969 года начались и к 1971 году были завершены работы по модернизации электровозов 6Y2, в ходе которых игнитроны заменялись полупроводниковыми элементами, а рекуперативное торможение заменялось на реостатное.